# Francisco Vera
Francisco Miguel Vera González (Minga Guazú, 21 mei 1994) is een Paraguayaans voetballer die bij voorkeur als aanvaller speelt. Hij tekende in 2015 bij SL Benfica.

## Clubcarrière
Vera werd geboren in Minga Guazú en is afkomstig uit de jeugdacademie van Rubio Ñu. Op 27 november 2010 debuteerde hij op zestienjarige leeftijd in de Liga Paraguaya tegen Sportivo Trinidense. Hij maakte het enige doelpunt van de partij. In negenenzestig competitiewedstrijden maakte de aanvaller acht treffers in de Liga Paraguaya. In 2015 tekende hij een verbintenis bij de Portugese topclub SL Benfica.

## Interlandcarrière
In 2011 speelde hij vier interlands voor Paraguay –17.